# Mun suk
Mun suk (nascida em 10 de maio de 1966) é uma ex-ciclista olímpica sul-coreana. Ela representou sua nação nos Jogos Olímpicos de Verão de 1984 na prova de corrida em estrada, em Los Angeles.